# Astochia hircus
Astochia hircus är en tvåvingeart som först beskrevs av Fabricius 1805.  Astochia hircus ingår i släktet Astochia och familjen rovflugor. Inga underarter finns listade i Catalogue of Life.